# Rino Passigato
Rino Passigato (* 29. März 1944 in Bovolone, Provinz Verona, Italien) ist ein italienischer Geistlicher, emeritierter römisch-katholischer Erzbischof und Diplomat des Heiligen Stuhls.

## Leben
Rino Passigato empfing am 29. Juni 1968 das Sakrament der Priesterweihe für das Bistum Verona.
Am 16. Dezember 1991 ernannte ihn Papst Johannes Paul II. zum Titularerzbischof von Nova Caesaris und bestellte ihn zum Apostolischen Nuntius in Burundi. Die Bischofsweihe spendete ihm der Papst selbst am 6. Januar 1992; Mitkonsekratoren waren der Offizial im Staatssekretariat des Heiligen Stuhls, Kurienerzbischof Giovanni Battista Re, und der Sekretär der Kongregation für die Evangelisierung der Völker, Kurienerzbischof Josip Uhač. Am 18. März 1996 wurde Rino Passigato Apostolischer Nuntius in Bolivien. Johannes Paul II. bestellte ihn am 17. Juli 1999 zum Apostolischen Nuntius in Peru. Am 8. November 2008 ernannte ihn Papst Benedikt XVI. zum Apostolischen Nuntius in Portugal.
Am 4. Juli 2019 nahm Papst Franziskus seinen altersbedingten Rücktritt an.